# FA Cup 1898/99

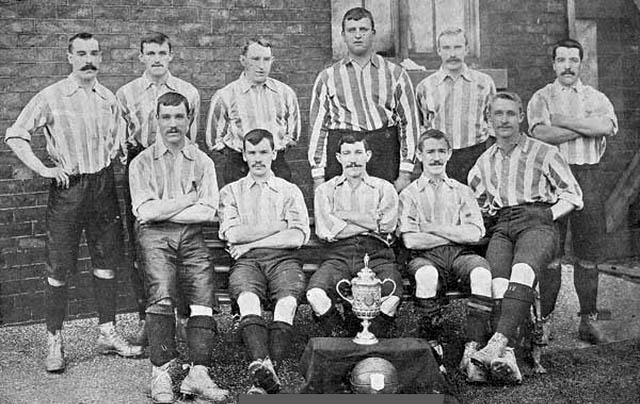
Die Siegermannschaft von Sheffield United (1899).

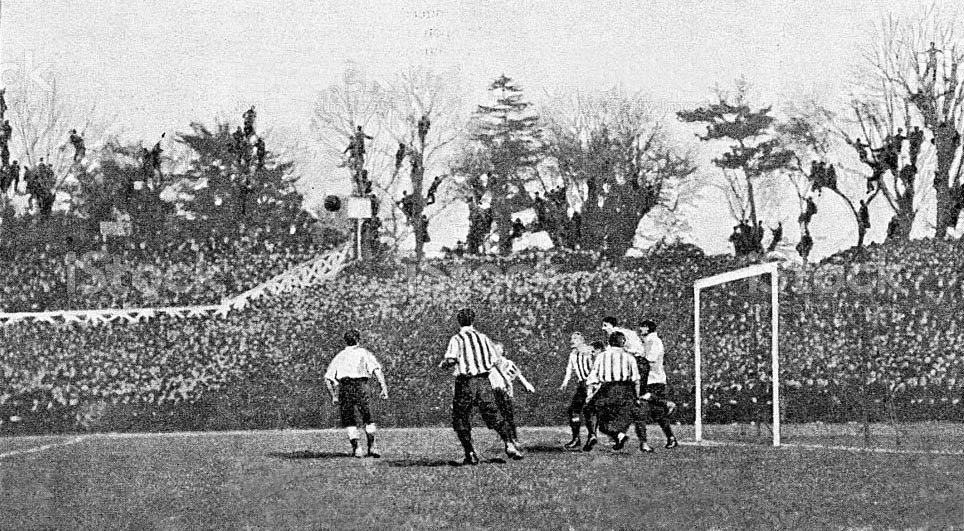
Spielszene aus dem FA-Cup-Finale von 1899.

Der FA Cup 1898/99 war die 28. Austragung des The Football Association Challenge Cup (meist als FA Cup bekannt).
Der Pokalwettbewerb startete mit der Qualifikation zwischen dem 17. September 1898 und dem 19. Dezember 1898 sowie anschließend mit der ersten Hauptrunde ab dem 28. Januar 1899. Sie endete mit dem Finalspiel im Crystal Palace in London am 15. April 1899 vor einer Kulisse vor offiziell 73.833 Zuschauern. Sieger des Wettbewerbs wurde zum ersten Mal Sheffield United. Unterlegener Finalist war Derby County.

## Wettbewerb

### Erste Hauptrunde
| Datum           |                         | Ergebnis |                  |
| --------------- | ----------------------- | -------- | ---------------- |
| 28. Januar 1899 | Bristol City            | 2:4      | AFC Sunderland   |
| 28. Januar 1899 | FC Burnley              | 2:2      | Sheffield United |
| 28. Januar 1899 | FC Everton              | 3:1      | FC Jarrow        |
| 28. Januar 1899 | FC Glossop              | 0:1      | Newcastle United |
| 28. Januar 1899 | Heanor Town             | 0:3      | FC Bury          |
| 28. Januar 1899 | FC Liverpool            | 2:0      | Blackburn Rovers |
| 28. Januar 1899 | New Brompton            | 0:1      | FC Southampton   |
| 28. Januar 1899 | Nottingham Forest       | 2:1      | Aston Villa      |
| 28. Januar 1899 | Notts County            | 2:0      | Kettering Town   |
| 28. Januar 1899 | Preston North End       | 7:0      | Grimsby Town     |
| 28. Januar 1899 | The Wednesday           | 2:2      | FC Stoke         |
| 28. Januar 1899 | Small Heath             | 3:2      | Manchester City  |
| 28. Januar 1899 | Tottenham Hotspur       | 1:1      | Newton Heath     |
| 28. Januar 1899 | West Bromwich Albion    | 8:0      | FC South Shore   |
| 28. Januar 1899 | Wolverhampton Wanderers | 0:0      | Bolton Wanderers |
| 28. Januar 1899 | Woolwich Arsenal        | 0:6      | Derby County     |

#### Wiederholungsspiele
| Datum           |                  | Ergebnis |                         |
| --------------- | ---------------- | -------- | ----------------------- |
| 1. Februar 1899 | Bolton Wanderers | 0:1      | Wolverhampton Wanderers |
| 1. Februar 1899 | Newton Heath     | 3:5      | Tottenham Hotspur       |
| 2. Februar 1899 | Sheffield United | 2:1      | FC Burnley              |
| 2. Februar 1899 | FC Stoke         | 2:0      | The Wednesday           |

### Zweite Hauptrunde
| Datum            |                      | Ergebnis |                         |
| ---------------- | -------------------- | -------- | ----------------------- |
| 11. Februar 1899 | Derby County         | 2:1      | Wolverhampton Wanderers |
| 11. Februar 1899 | FC Everton           | 0:1      | Nottingham Forest       |
| 11. Februar 1899 | FC Liverpool         | 3:1      | Newcastle United        |
| 11. Februar 1899 | Notts County         | 0:1      | FC Southampton          |
| 11. Februar 1899 | Preston North End    | 2:2      | Sheffield United        |
| 11. Februar 1899 | FC Stoke             | 2:2      | Small Heath             |
| 11. Februar 1899 | Tottenham Hotspur    | 2:1      | AFC Sunderland          |
| 11. Februar 1899 | West Bromwich Albion | 2:1      | FC Bury                 |

#### Wiederholungsspiele
| Datum            |                  | Ergebnis |                   |
| ---------------- | ---------------- | -------- | ----------------- |
| 15. Februar 1899 | Small Heath      | 1:2      | FC Stoke          |
| 16. Februar 1899 | Sheffield United | 2:1      | Preston North End |

### Dritte Hauptrunde
| Datum            |                      | Ergebnis |                   |
| ---------------- | -------------------- | -------- | ----------------- |
| 25. Februar 1899 | Nottingham Forest    | 0:1      | Sheffield United  |
| 25. Februar 1899 | FC Southampton       | 1:2      | Derby County      |
| 25. Februar 1899 | Stoke City           | 4:1      | Tottenham Hotspur |
| 25. Februar 1899 | West Bromwich Albion | 0:2      | FC Liverpool      |

#### Wiederholungsspiele
| Datum        |                | Ergebnis |                  |
| ------------ | -------------- | -------- | ---------------- |
| 2. März 1898 | FC Liverpool   | 1:5      | Derby County     |
| 2. März 1898 | FC Southampton | 4:0      | Bolton Wanderers |

### Halbfinale
Die beiden Spiele wurden am 18. März 1899 und die Wiederholungsspiele am 23. und 30. März 1899 ausgetragen.
|              | Ergebnis |                  | Ort           |
| ------------ | -------- | ---------------- | ------------- |
| Derby County | 3:1      | FC Stoke         | Wolverhampton |
| FC Liverpool | 2:2      | Sheffield United | Nottingham    |

#### Wiederholungsspiele
|                  | Ergebnis |              | Ort    |
| ---------------- | -------- | ------------ | ------ |
| Sheffield United | 4:4      | FC Liverpool | Bolton |
| Sheffield United | 1:0      | FC Liverpool | Derby  |

### Finale
| Sheffield United                                   | Sheffield United | Derby County | Derby County |
| -------------------------------------------------- | --- | --- | ------------ |
| Sheffield United                                   | \| Finale \| \| Samstag, 15. April 1899 in London (Crystal Palace) \| \| Ergebnis: 4:1 (0:1) \| \| Zuschauer: 73.833 \| \| Schiedsrichter: Aaron Scragg \| \| Spielbericht \|              | \| Finale \| \| Samstag, 15. April 1899 in London (Crystal Palace) \| \| Ergebnis: 4:1 (0:1) \| \| Zuschauer: 73.833 \| \| Schiedsrichter: Aaron Scragg \| \| Spielbericht \|            | Derby County |
| Sheffield United                                   | William Foulke – Harry Thickett, Peter Boyle – Harry Johnson, Tom Morren, Ernest Needham – Walter Bennett, Billy Beer, George Hedley, Jack Almond, Fred Priest Cheftrainer: John Nicholson | Jack Fryer – Jimmy Methven, Jonathan Staley – John Cox, Robert Paterson, Johnny May – Tommy Arkesden, Steve Bloomer, John Boag, Billy MacDonald, Harry Allen Cheftrainer: Harry Newbould | Derby County |
| Sheffield United                                   | 1:1 Walter Bennett (60.) 2:1 Billy Beer (65.) 3:1 Jack Almond (69.) 4:1 Fred Priest (89.)                                                                                                  | 0:1 John Boag (12.) | Derby County |
| Finale                                             | | |              |
| Samstag, 15. April 1899 in London (Crystal Palace) | | |              |
| Ergebnis: 4:1 (0:1)                                | | |              |
| Zuschauer: 73.833                                  | | |              |
| Schiedsrichter: Aaron Scragg                       | | |              |
| Spielbericht                                       | | |              |